# Періпл

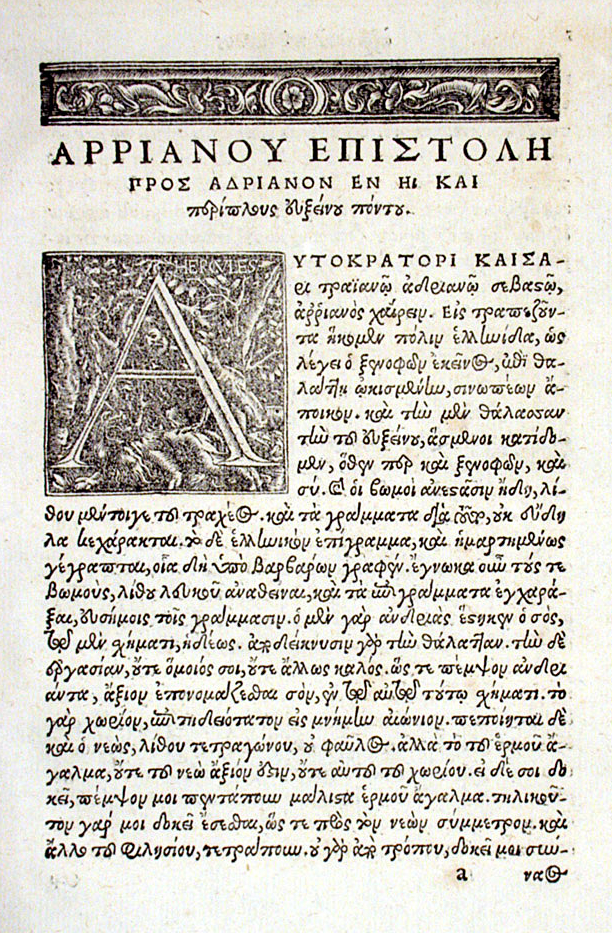
Beginn von Arrians Periplous Euxeinou Pontou in der Editio princeps von Johann Froben und Nicolaus Episcopius, Basel 1533

Періпли, Перипли (дав.-гр. περίπλους, від  περιπλέω, «плисти кругом (навколо), огинати») — вид давньогрецької літератури, в якому описуються морські подорожі та морські плавання вздовж берегів.

## Короткий опис
Сучасна наука поділяє періпли на два типи:
1. Власне опис далеких подорожей і
2. Твори, що ставлять перед собою завдання дати практичне керівництво мореплавцеві.

До періплів першої групи належить, очевидно, один з найбільш ранніх періплів (написаний у 2-ій половині VI століття до н. е.), який не дійшов до нас і який використовувався Авієном для опису берегів Британії, Іспанії та Галлії. До кінця VI — початку V століть до н. е. відноситься періпл, складений карфагенянином Ганноном про свою подорож навколо Африки. До IV століття до н. е. відноситься опис плавання від річки Інд до Євфрату, вчиненого греко-македонською флотилією Неарха. Згодом періпл Неарха був використаний Страбоном і Арріаном; у них же збереглися свідчення про існування періплів Чорного моря і шляхів в Атлантику.
У періплах другої групи можна прочитати про особливості і небезпеки морського шляху, місця зручних гаваней, можливості поповнення на березі запасів води і необхідних припасів, відстані між пунктами і т. д. Найбільш ранній з відомих періплів цієї групи, написаний в середині IV століття до н. е., приписується греку Скілаку (т. зв. Псевдо-Скілак). Цей періпл містить опис узбереж Чорного і Середземного морів. Близько 110 року до н. е. був складений періпл Червоного моря, фрагменти якого можна знайти у Фотія та Діодора Сицилійського. У I столітті н. е. був складений «Періпл Еритрейського моря» — детальний періпл плавань з Єгипту до Індії. Більшість періплів не збереглося.

## Видання текстів
- C. Müller «Geographi Graeci Minores», v.2, Paris, 1861.